# Eccellenza 1999-2000
Il campionato di calcio di Eccellenza regionale 1999-2000 è stato il nono organizzato in Italia. Rappresenta il sesto livello del calcio italiano. Il campionato è strutturato su vari gironi all'italiana su base regionale.
Questo è il quadro delle squadre promosse alla Serie D dai vari campionati di Eccellenza regionale. Sono ammesse alla massima categoria dilettantistica italiana le vincenti dei rispettivi campionati regionali più le sette migliori squadre risultanti dai play-off a cui accedono le squadre designate dai vari comitati regionali a seguito dei propri regolamenti.
Per la prima volta vengono effettuati i play-out regionali per designare le retrocessioni in Promozione. Apripista in questo caso sono Piemonte e Sicilia.

## Campionati
- Eccellenza Abruzzo 1999-2000
- Eccellenza Basilicata 1999-2000
- Eccellenza Calabria 1999-2000
- Eccellenza Campania 1999-2000
- Eccellenza Emilia-Romagna 1999-2000
- Eccellenza Friuli-Venezia Giulia 1999-2000
- Eccellenza Lazio 1999-2000
- Eccellenza Liguria 1999-2000
- Eccellenza Lombardia 1999-2000
- Eccellenza Marche 1999-2000
- Eccellenza Molise 1999-2000
- Eccellenza Piemonte-Valle d'Aosta 1999-2000
- Eccellenza Puglia 1999-2000
- Eccellenza Sardegna 1999-2000
- Eccellenza Sicilia 1999-2000
- Eccellenza Toscana 1999-2000
- Eccellenza Trentino-Alto Adige 1999-2000
- Eccellenza Umbria 1999-2000
- Eccellenza Veneto 1999-2000

## Quadro riepilogativo nazionale
| Regione/Girone          | Sqr  | 1ª classificata e promossa in Serie D | Altre promozioni in Serie D | 2ª classificata       | Vincente Coppa                |
| ----------------------- | ---- | ------------------------------------- | --------------------------- | --------------------- | ----------------------------- |
| Abruzzo                 | 18   | Morro d'Oro                           | -                           | Celano Olimpia        | Celano Olimpia                |
| Basilicata              | 16   | Materasassi                           | -                           | FC Francavilla        | Matera Promos Consult         |
| Calabria                | 16   | Acri                                  | -                           | Paolana               | Comprensorio Capo Vaticano    |
| Campania Girone A       | 16   | Ercolano                              | -                           | Napoli Est            | Ercolano                      |
| Campania Girone B       | 16   | Scafatese                             | Marcianise                  | Marcianise            | Ercolano                      |
| Emilia-Romagna Girone A | 16   | Poggese                               | -                           | Virtus Pavullese      | Poggese                       |
| Emilia-Romagna Girone B | 16   | Mezzolara                             | -                           | BoCa Granarolo        | Poggese                       |
| Friuli-Venezia Giulia   | 16   | Sevegliano                            | Palmanova                   | Palmanova             | Sacilese                      |
| Lazio Girone A          | 16   | Monterotondo                          | Ostia Mare                  | Ostia Mare            | Ferentino                     |
| Lazio Girone B          | 16   | Aprilia                               | -                           | Ferentino             | Ferentino                     |
| Liguria                 | 16   | Savona                                | -                           | Vado                  | Savona                        |
| Lombardia Girone A      | 16   | Seregno                               | -                           | Guanzatese            | Colognese                     |
| Lombardia Girone B      | 16   | Bergamasca Zanica                     | -                           | Pro Lissone           | Colognese                     |
| Lombardia Girone C      | 16   | Codogno                               | -                           | U.S.O. Calcio         | Colognese                     |
| Marche                  | 16   | Real Montecchio                       | -                           | Cagliese              | Cagliese                      |
| Molise                  | 16   | Termoli                               | -                           | San Giorgio Collathia | San Giorgio Collathia         |
| Piemonte Girone A       | 16   | Gravellona                            | -                           | Asti                  | Gravellona                    |
| Piemonte Girone B       | 16   | Rivoli                                | Bra                         | Bra                   | Gravellona                    |
| Puglia                  | 16   | Ostuni                                | Brindisi                    | Brindisi              | Castellaneta                  |
| Sardegna                | 16   | Tavolara                              | Arbus                       | Arbus                 | Arbus                         |
| Sicilia Girone A        | 16   | Panormus                              | Cephaledium Orlandina       | Cephaledium           | Orlandina                     |
| Sicilia Girone B        | 16   | Paternò                               | -                           | Villafranca Tirrena   | Orlandina                     |
| Toscana Girone A        | 16   | Larcianese                            | -                           | Cappiano Romaiano     | Scandicci                     |
| Toscana Girone B        | 16   | Fortis Juventus                       | -                           | Valdema               | Scandicci                     |
| Trentino-Alto Adige     | 16   | Condinese                             | -                           | Rotaliana             | Bolzano                       |
| Umbria                  | 16   | Todi                                  | Cesi                        | Cesi                  | Cesi                          |
| Veneto Girone A         | 16   | Tezze sul Brenta                      | -                           | Abano                 | Luparense                     |
| Veneto Girone B         | 17   | Bessica                               | Belluno Luparense           | Belluno               | Luparense                     |
|                         | Tot. |                                       |                             |                       | Vincente Fase Nazionale Coppa |
| 28 gironi               | 451  |                                       |                             |                       | Orlandina                     |

## Play-off nazionali

### Primo Turno
| Squadra 1                         | Totale      | Squadra 2                       | Andata | Ritorno             |
| --------------------------------- | ----------- | ------------------------------- | ------ | ------------------- |
| Piemonte A Asti                   | 1 - 2       | Piemonte B Bra                  | 1 - 1  | 0 - 1               |
| Lombardia A Guanzatese            | 3 - 5       | Liguria Vado                    | 2 - 1  | 1 - 4               |
| Lombardia B Pro Lissone           | 3 - 2       | Lombardia C USO Calcio          | 1 - 0  | 2 - 2               |
| Veneto A Abano                    | 1 - 2       | Veneto B Belluno                | 1 - 2  | 0 - 0               |
| Friuli-Venezia Giulia Palmanova   | 3 - 0       | Trentino A.A. Rotaliana         | 1 - 0  | 2 - 0               |
| Emilia-Romagna A Virtus Pavullese | 2 - 2 (gfc) | Emilia-Romagna B BoCa Granarolo | 0 - 1  | 2 - 1               |
| Toscana A Cappiano Romaiano       | 4 - 2       | Toscana B Valdema               | 2 - 2  | 2 - 0               |
| Marche Cagliese                   | 3 - 4       | Sardegna Arbus                  | 1 - 0  | 2 - 4               |
| Umbria Cesi                       | 3 - 0       | Abruzzo Celano Olimpia          | 1 - 0  | 2 - 0               |
| Lazio A Ostia Mare                | 1 - 1       | Lazio B Ferentino               | 0 - 1  | 1 - 0 dts (3-1 dcr) |
| Campania A Napoli Est             | 0 - 3       | Campania B Marcianise           | 0 - 0  | 0 - 3               |
| Calabria Paolana                  | 2 - 1       | Basilicata FC Francavilla       | 0 - 0  | 2 - 1               |
| Puglia Brindisi                   | 3 - 1       | Molise San Giorgio Collathia    | 2 - 0  | 1 - 1               |
| Sicilia A Cephaledium             | 1 - 0       | Sicilia B Villafranca Tirrena   | 1 - 0  | 0 - 0               |

### Secondo Turno
- Le vincenti sono promosse in Serie D 2000-2001

| Squadra 1                       | Totale      | Squadra 2                         | Andata | Ritorno |
| ------------------------------- | ----------- | --------------------------------- | ------ | ------- |
| Liguria Vado                    | 0 - 1       | Lombardia A Bra                   | 0 - 0  | 0 - 1   |
| Veneto B Belluno                | 3 - 2       | Lombardia B Pro Lissone           | 1 - 2  | 2 - 0   |
| Friuli-Venezia Giulia Palmanova | 2 - 2 (gfc) | Emilia-Romagna A Virtus Pavullese | 1 - 0  | 1 - 2   |
| Sardegna Arbus                  | 5 - 5 (gfc) | Toscana A Cappiano Romaiano       | 2 - 1  | 3 - 4   |
| Lazio A Ostia Mare              | 2 - 3       | Umbria Cesi                       | 2 - 1  | 0 - 2   |
| Campania B Marcianise           | 3 - 1       | Calabria Paolana                  | 1 - 0  | 2 - 1   |
| Sicilia A Cephaledium           | 0 - 2       | Puglia Brindisi                   | 0 - 2  | 0 - 0   |